# Perdu Temps River
Perdu Temps River ist ein Fluss im Parish Saint Patrick von Dominica.

## Geographie
Der Perdu Temps River entspringt am Südhang des Morne Watt (Geneva) und verläuft stetig nach Süden. Er nimmt zahlreiche kleine Zuflüsse auf und mündet bei Châtaigner d'leau in den Geneva River.
Der Fluss ist von den Ausläufern des Morne Watt, beziehungsweise von den Hängen des Morne John ziemlich stark abgeschirmt. Östlich seines Tales entspringen die Quellflüsse des Rivière Blanche, während westlich das Einzugsgebiet des Pichelin River anschließt, der teilweise parallel nach Süden verläuft und weiter südlich ebenfalls in den Geneva River mündet.